# Radio des cantons
 (avril 2010).
Améliorez-le ou discutez des points à vérifier. 
 (août 2010).
Si vous disposez d'ouvrages ou d'articles de référence ou si vous connaissez des sites web de qualité traitant du thème abordé ici, merci de compléter l'article en donnant les références utiles à sa vérifiabilité et en les liant à la section « Notes et références ».

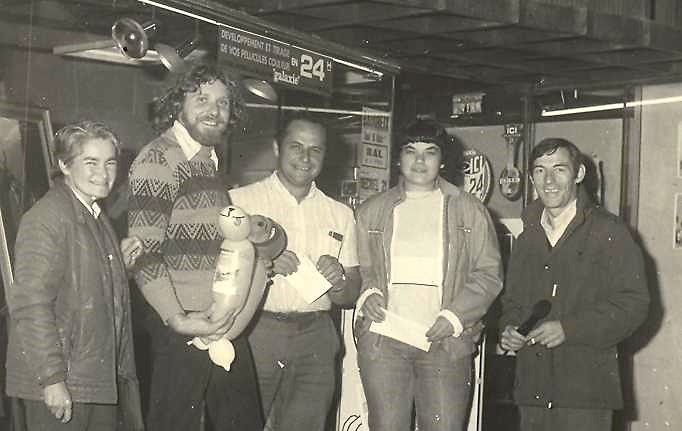
photo 1983

La Radio des cantons est une des premières radios FM libres en France sous la présidence de Giscard d'Estaing, émettant dès 1978, grâce à un émetteur Nardeu-Loche à lampes et à des auditeurs qui fournissaient l'alimentation électrique. Cette radio libre a donc pu s'exprimer dans les communes de Coarraze, Nay, Arudy, Montaut, Lestelle-Bétharram, Asson, Arthez-d'Asson, Saint-Vincent, Lourdes, Soulor, Pau etc. 
Cette radio associative fut reconnue en 1982 par la haute autorité de l'époque. En outre cette association a pris une part importante dans la vie culturelle, associative de la région (Edmond Duplan, Claude Nougaro, etc.). Cette radio locale fut créée à l'initiative de Christian Ponton qui en fut président jusqu'en 1985.

## Données techniques
- matériel précision : émetteur à lampes Nardeu fait à Loches bloqué en fréquence 103.5 MHz, antenne Tonna.